# ايتاسكا (إلينوي)
ايتاسكا (بالإنجليزية: Itasca, Illinois)‏ هي منطقة سكنية تقع في الولايات المتحدة في مقاطعة دوبيج. يقدر عدد سكانها بـ 8,649 نسمة .

## الموقع الجغرافي
الموقع الجغرافي للمناطق المحيطة بهذه النقطة هو كالتالي: